# Tyrannochthonius superstes
Tyrannochthonius superstes är en spindeldjursart som beskrevs av Volker Mahnert 1986. Tyrannochthonius superstes ingår i släktet Tyrannochthonius och familjen käkklokrypare. Inga underarter finns listade i Catalogue of Life.